# Xavi Barroso
Xavier Barroso i Mayordomo (Caldas de Montbui, 14 de noviembre de 1992) es un jugador de hockey sobre patines español, que actualmente juega en el FC Barcelona.
Comenzó a jugar de bien pequeño en el club de su pueblo, el Club Hoquei Caldes, hasta que a los 13 años se incorporó a los equipos base del FC Barcelona.  La temporada 2011/12 debutó con el primer equipo del FC Barcelona, cuando todavía era junior, disputando 151 minutos y marcando 2 goles. La temporada 2012/13 fue cedido al CE Vendrell obteniendo excelentes resultados. Más allá de conseguir la Copa del Rey y la Copa de la CERS con el equipo, hizo 20 goles en Liga. En la siguiente temporada, el FC Barcelona lo recuperó y le renovó el contrato hasta la temporada 2016/17, con derecho de opción para las dos últimas. En 2018 finalizó su etapa en el FC Barcelona para fichar por el UD Oliveirense portugués. Tras dos temporadas en el Oliveirense firmó un contrato de tres temporadas con el FC Oporto.

## Palmarés

### CE Vendrell
1 Copa de la CERS (2012/13)
1 Copa del Rey (2013) 

### FC Barcelona
3 Ligas Europeas (2013/14, 2014/15, 2017/18) 
2 Supercopas de España (2011/12, 2013/14)
6 OK Liga (2011/12, 2013/14, 2014/15, 2015/16, 2016/17, 2017/18)
4 Copas del Rey (2012, 2016, 2017, 2018)
1 Copa Continental (2015)

### UD Oliveirense
1 Copa de Portugal (2018-19)

### FC Oporto
1 Liga Europea de hockey sobre patines (2022/23)
1 Liga portuguesa (2021/22)

### Selección española
2 Campeonatos del Mundo "A" (2011, 2013)
1 Copa Latina (2012)
1 Campeonato del Mundo junior (2011)
1 Campeonato de Europa juvenil (2007)